# Здание казармы гвардейской конной артиллерии
Здание казармы гвардейской конной артиллерии — памятник архитектуры. Расположен в Санкт-Петербурге, современный адрес дома — Литейный проспект, 2 / Шпалерная улица, 22. Вместе со схожим зданием офицерских казарм лейб-гвардии 1-й Артиллерийской бригады играет роль пропилеев Литейного проспекта со стороны Литейного моста.
Трёхэтажный дом построен в 1850-х годах А. П. Гемилианом при участии Р. Р. Генрихсена и К. Б. Пранга. Трёхчастно расчленённые фасады, равнозначные по декору и пластике, сделаны двухцветными, с плотным декором, оштукатуренные детали окрашены белым, входы оформлены с использованием известняковой плиты. Первый этаж рустован, окна нижних этажей украшены наличниками, на втором этаже окна арочные, с обрамлением коринфскими пилястрами и сандриками с треугольными и лучковыми фронтонами, на углах здания расположены ионические пилястры. На третьем этаже наличники простые, сандрики треугольные, карнизы здания пышные.
К началу Февральской революции дома пустовали, так как личный состав был на фронтах Первой мировой войны. В марте 1917 года квартиру № 3 использовали для собрания депутаты Орудийного, Гильзового и других городских предприятий, основавшие районный Совет рабочих и солдатских депутатов 1-го Городского района. После выселения из особняка Кшесинской 6-7 июля 1917 года в дом была перемещена Военная организация РСДРП(б), отсюда она руководила борьбой с Корниловым, проводила курсы подготовки инструкторов; база сохранялась и после перемещения бюро в Смольный. Через некоторое время после Октябрьской революции здание было отдано жилищному кооперативу Металлического завода, «Красного выборжца» и «Арсенала».